# 黑灰舌珍魚
黑灰舌珍魚，為輻鰭魚綱水珍魚目水珍魚科的其中一種，為熱帶海水魚，分布於西印度洋阿拉伯海海域，深度150-302公尺，體長可達19.5公分，棲息在底中層水域，生活習性不明。

## 扩展阅读
維基物種上的相關：黑灰舌珍魚